# Irene Martínez
Irene Martínez Mecha (Madrid, 20 de febrero de 1966) es una exgimnasta española, que compitió en la disciplina de gimnasia artística.

## Biografía
Irene Martínez perteneció al Club Rodeiramar al igual que su compañera de la selección Gloria Viseras. Entrenada por Jesús ''Fillo'' Carballo, participó en los Juegos Olímpicos de Moscú 1980 (43.ª en calificación y 22ª en la final) y en los Juegos Olímpicos de Los Ángeles 1984 (48.ª en calificación). Fue la primera gimnasta española en meterse en una final individual y también en una final por aparatos en una competición internacional de alto nivel.

## Otros datos
- Irene Martínez Mecha fue la primera gimnasta española en participar en dos Juegos Olímpicos: Moscú 1980 y Los Ángeles 1984.
- También fue la primera gimnasta española, junto con Aurora Morata, en clasificarse para una final de las 36 mejores en un torneo internacional importante. Ocurrió en los Juegos Olímpicos de Moscú en 1980. Y además, fue la primera española en acceder a una final por aparatos de unos Europeos: fue en los Campeonatos de Europa de Madrid (1981).
- Cuando Irene dejó la gimnasia se dedicó al baile. Llegó a ser bailarina profesional en el Ballet de Carmen Senra (quien a su vez había sido coreógrafa del equipo nacional). Actualmente dirige la sección de danza contemporánea de la escuela de danza del Ayuntamiento de Torrelodones.
- Es la hermana menor de Sonia Martínez, fallecida actriz y presentadora de TVE.